# Opel 20/45 PS
Der Opel 20/45 PS war ein PKW der Oberklasse, den die Adam Opel KG nur im Jahre 1914 als Nachfolger des Modells 18/40 PS baute.

## Geschichte und Technik
Der 20/45 PS entsprach im Wesentlichen dem Vorgängermodell 18/40, hatte aber einen größeren und stärkeren Motor.
Dieser Motor war ein seitengesteuerter Vierzylinder-Blockmotor, jedoch mit 5022 cm³ Hubraum. Die Leistung wird mit 50 PS (37 kW) bei 1500/min. angegeben. Der Motor war wassergekühlt; für den Kühlwasserumlauf sorgte eine Zentrifugalpumpe. Die Motorleistung wurde über eine Lederkonuskupplung, ein manuelles Vierganggetriebe und eine Kardanwelle an die Hinterachse weitergeleitet. Auch die Höchstgeschwindigkeit von 80 km/h blieb unverändert.
Wie beim Vorgänger waren am Stahlblech-U-Profilrahmen die beiden Starrachsen an dreiviertelelliptischen Längsblattfedern aufgehängt. Die Betriebsbremse war eine Innenbackenbremse, die auf die Kardanwelle wirkte. Die Handbremse war als Trommelbremse an den Hinterrädern ausgeführt.
Der Wagen war als viersitziger Doppelphaeton, ebensolcher Torpedo, als viertürige Pullman-Limousine oder als ebensolches Landaulet erhältlich.
Die Fertigung des 20/45 PS wurde Ende 1914 kriegsbedingt eingestellt. Der Nachfolger 18/50 PS erschien erst 1916.